# The Proclaimers
The Proclaimers sind eine schottische Band, bestehend aus den eineiigen Zwillingen Charlie und Craig Reid (geboren am 5. März 1962 in Leith). Sie sind bekannt geworden durch ihre Lieder Letter from America und I’m Gonna Be (500 Miles). Kennzeichnend für die Gruppe ist der Gesangsstil mit schottischem Akzent.

## Karriere
Im Jahre 1983 schlossen sich die Brüder erstmals als Proclaimers zusammen und starteten eine Musikkarriere als Duo. Erstmaligen Erfolg feierten sie 1987 mit ihrem Debütalbum This Is the Story sowie dessen zweiter Single-Auskopplung Letter from America. Der Song erreichte unter anderem in Großbritannien und Deutschland die offiziellen Single-Charts. 1990 wurde ihre Cover-Version des 1965er Klassikers King of the Road von Roger Miller ein internationaler Hit und erreichte Chartplatzierungen in ganz Europa.
Drei Jahre später wurde I’m Gonna Be (500 Miles) dann als Titelmelodie des Films Benny & Joon verwendet und bescherte ihnen ihren international größten Erfolg. In den USA kamen sie damit bis auf Platz 3 der Hitparade. Dies gab ihnen auch noch einmal Auftrieb für ihr 1994er Album Hit the Highway. In den folgenden Jahren ließ der Erfolg nach, und die Zwillinge nahmen sich eine Auszeit von der Musik. Erst in den 2000ern veröffentlichten sie wieder neue Alben und kamen damit in die Hitparaden, auch wenn Single-Erfolge ausblieben. Des Weiteren steuerten die Proclaimers das Lied I’m on My Way zum Soundtrack des 2001 erschienenen Films Shrek bei. 
2007 feierten Craig und Charlie Reid dann ein Chart-Comeback mit Hilfe der beiden britischen Komiker Peter Kay und Matt Lucas alias Brian Potter & Andy Pipkin (Little Britain). Kay, der bereits 2005 einen Klassiker für die Benefizaktion Comic Relief neu aufgenommen und zum Hit gemacht hatte, nahm sich die 500 Miles vor, und gemeinsam schafften sie 19 Jahre nach der ersten Proclaimers-Single den ersten Nummer-1-Hit der Schotten. Parallel dazu erlebte das Lied ein großes Comeback dank der US-Comedy-Serie How I Met Your Mother. Einen Remix von 500 Miles verwendete 2011 auch das Öl- und Gasunternehmen OMV für seine Werbekampagne. Im Film Angels’ Share – Ein Schluck für die Engel von Ken Loach (2012) wird das Lied ebenfalls mehrmals verwendet. I’m Gonna Be (500 Miles) wird auch als Torhymne beim SV Werder Bremen verwendet. (Stand 2020)
In der im September 2013 erschienenen Filmadaption des Musicals Sunshine on Leith (nach dem gleichnamigen Album der Proclaimers s. u.) werden 13 Songs der Proclaimers im Soundtrack verwendet (Regie: Dexter Fletcher, Buch: Stephen Greenhorn).

## Diskografie

### Alben
| Jahr | Titel                                 | Höchstplatzierung, Gesamtwochen, AuszeichnungChartplatzierungen (Jahr, Titel, Platzierungen, Wochen, Auszeichnungen, Anmerkungen) | Höchstplatzierung, Gesamtwochen, AuszeichnungChartplatzierungen (Jahr, Titel, Platzierungen, Wochen, Auszeichnungen, Anmerkungen) | Höchstplatzierung, Gesamtwochen, AuszeichnungChartplatzierungen (Jahr, Titel, Platzierungen, Wochen, Auszeichnungen, Anmerkungen) | Höchstplatzierung, Gesamtwochen, AuszeichnungChartplatzierungen (Jahr, Titel, Platzierungen, Wochen, Auszeichnungen, Anmerkungen) | Höchstplatzierung, Gesamtwochen, AuszeichnungChartplatzierungen (Jahr, Titel, Platzierungen, Wochen, Auszeichnungen, Anmerkungen) | Anmerkungen                                                                            |
| Jahr | Titel                                 | DE | AT | CH | UK | US | Anmerkungen                                                                            |
| ---- | ------------------------------------- | --- | --- | --- | --- | --- | -------------------------------------------------------------------------------------- |
| 1987 | This Is the Story                     | — | — | — | UK43 Gold · (21 Wo.)UK | — | Erstveröffentlichung: 1987                                                             |
| 1988 | Sunshine on Leith                     | — | AT33 (5 Wo.)AT | — | UK6 Platin · (27 Wo.)UK | US31 Gold · (37 Wo.)US | Erstveröffentlichung: 1. August 1988                                                   |
| 1994 | Hit the Highway                       | — | AT19 (9 Wo.)AT | — | UK8 Silber · (7 Wo.)UK | — | Erstveröffentlichung: 22. März 1994                                                    |
| 2001 | Persevere                             | — | — | — | UK61 (2 Wo.)UK | — | Erstveröffentlichung: 22. Mai 2001                                                     |
| 2002 | The Best of the Proclaimers 1987–2002 | — | — | — | UK5 Gold · (20 Wo.)UK | — | Erstveröffentlichung: 15. April 2002 Wiederveröffentlichung: 2. April 2007 Kompilation |
| 2003 | Born Innocent                         | — | — | — | UK70 (2 Wo.)UK | — | Erstveröffentlichung: 18. November 2003                                                |
| 2005 | Restless Soul                         | — | — | — | UK74 (1 Wo.)UK | — | Erstveröffentlichung: 6. September 2005                                                |
| 2007 | Life with You                         | — | — | — | UK13 Silber · (7 Wo.)UK | — | Erstveröffentlichung: 3. September 2007                                                |
| 2009 | Notes & Rhymes                        | — | — | — | UK30 (2 Wo.)UK | — | Erstveröffentlichung: 16. Juni 2009                                                    |
| 2012 | Like Comedy                           | — | — | — | UK31 (3 Wo.)UK | — | Erstveröffentlichung: 7. Mai 2012                                                      |
| 2013 | The Very Best Of: 25 Years            | — | — | — | UK80 Gold · (3 Wo.)UK | — | Erstveröffentlichung: Juli 2013 Kompilation                                            |
| 2015 | Let’s Hear It for the Dogs            | — | — | — | UK26 (2 Wo.)UK | — | Erstveröffentlichung: 27. April 2015                                                   |
| 2017 | Live at the Belly Up                  | — | — | — | — | — | Erstveröffentlichung: 28. April 2017 Livealbum                                         |
| 2018 | Angry Cyclist                         | — | — | — | UK17 (1 Wo.)UK | — | Erstveröffentlichung: 10. August 2018                                                  |
| 2022 | Dentures Out                          | — | — | — | UK59 (1 Wo.)UK | — | Erstveröffentlichung: 16. September 2022                                               |

### Singles
| Jahr | Titel Album                                | Höchstplatzierung, Gesamtwochen, AuszeichnungChartplatzierungen (Jahr, Titel, Album, Platzierungen, Wochen, Auszeichnungen, Anmerkungen) | Höchstplatzierung, Gesamtwochen, AuszeichnungChartplatzierungen (Jahr, Titel, Album, Platzierungen, Wochen, Auszeichnungen, Anmerkungen) | Höchstplatzierung, Gesamtwochen, AuszeichnungChartplatzierungen (Jahr, Titel, Album, Platzierungen, Wochen, Auszeichnungen, Anmerkungen) | Höchstplatzierung, Gesamtwochen, AuszeichnungChartplatzierungen (Jahr, Titel, Album, Platzierungen, Wochen, Auszeichnungen, Anmerkungen) | Höchstplatzierung, Gesamtwochen, AuszeichnungChartplatzierungen (Jahr, Titel, Album, Platzierungen, Wochen, Auszeichnungen, Anmerkungen) | Anmerkungen                                                                         |
| Jahr | Titel Album                                | DE | AT | CH | UK | US | Anmerkungen                                                                         |
| --- | ------------------------------------------ | --- | --- | --- | --- | --- | ----------------------------------------------------------------------------------- |
| 1987 | Letter from America This Is the Story      | DE57 (5 Wo.)DE | — | — | UK3 Silber · (13 Wo.)UK | — |                                                                                     |
| 1988 | Make My Heart Fly This Is the Story        | — | — | — | UK63 (5 Wo.)UK | — |                                                                                     |
| 1988 | I’m Gonna Be (500 Miles) Sunshine on Leith | DE40 (19 Wo.)DE | AT5 (15 Wo.)AT | CH36 (3 Wo.)CH | UK11 ×3Dreifachplatin · (25 Wo.)UK | US3 Gold · (20 Wo.)US | Erstveröffentlichung: August 1988 in UK Wiedereintritt 2007                         |
| 1988 | Sunshine on Leith                          | — | — | — | UK41 Silber · (6 Wo.)UK | — |                                                                                     |
| 1989 | I’m on My Way Sunshine on Leith            | — | — | — | UK43 Silber · (4 Wo.)UK | — | Erstveröffentlichung: 30. Januar 1989                                               |
| 1990 | King of the Road –                         | DE54 (9 Wo.)DE | — | — | UK9 (8 Wo.)UK | — |                                                                                     |
| 1994 | Let’s Get Married Hit the Highway          | — | AT21 (4 Wo.)AT | — | UK21 (5 Wo.)UK | — |                                                                                     |
| 1994 | What Makes You Cry Hit the Highway         | — | — | — | UK38 (3 Wo.)UK | — |                                                                                     |
| 1994 | These Arms of Mine Hit the Highway         | — | — | — | UK51 (3 Wo.)UK | — |                                                                                     |
| 2007 | I’m Gonna Be (500 Miles) –                 | — | — | — | UK1 Silber · (13 Wo.)UK | — | feat. Brian Potter & Andy Pipkin Neuaufnahme mit den Darstellern aus Little Britain |
| 2007 | Life with You                              | — | — | — | UK58 (2 Wo.)UK | — |                                                                                     |
| Folgende Lieder erschienen nicht als Single, wurden aber durch das Album zum Download und Streaming bereitgestellt und konnten somit eine Platzierung erlangen: |                                            | | | | | |                                                                                     |
| |                                            | | | | | |                                                                                     |
| 2014 | Cap in Hand Sunshine on Leith              | — | — | — | UK62 (1 Wo.)UK | — | Erstveröffentlichung: 1988                                                          |

### Videoalben
- 2002: The Best of the Proclaimers 1987–2002

## Auszeichnungen für Musikverkäufe
| Goldene Schallplatte - Australien - 1989: für die Single I’m on My Way - Italien - 2019: für die Single I’m Gonna Be (500 Miles) Platin-Schallplatte - Australien - 1989: für die Single I’m Gonna Be (500 Miles) - Dänemark - 2022: für die Single I’m Gonna Be (500 Miles) - Spanien - 2024: für die Single I’m Gonna Be (500 Miles) | 2× Platin-Schallplatte - Kanada - 1993: für das Album Sunshine on Leith - Neuseeland - 1989: für das Album Sunshine on Leith 4× Platin-Schallplatte - Neuseeland - 2024: für die Single I’m Gonna Be (500 Miles) |

Anmerkung: Auszeichnungen in Ländern aus den Charttabellen bzw. Chartboxen sind in ebendiesen zu finden.
| Land/RegionAuszeichnungen für Musikverkäufe (Land/Region, Auszeichnungen, Verkäufe, Quellen) | Silber     | Gold     | Platin       | Verkäufe  | Quellen             |
| -------------------------------------------------------------------------------------------- | ---------- | -------- | ------------ | --------- | ------------------- |
| Australien (ARIA)                                                                            | —          | Gold1    | Platin1      | 105.000   | Einzelnachweise     |
| Dänemark (IFPI)                                                                              | —          | —        | Platin1      | 90.000    | ifpi.dk             |
| Italien (FIMI)                                                                               | —          | Gold1    | —            | 25.000    | fimi.it             |
| Kanada (MC)                                                                                  | —          | —        | 2× Platin2   | 200.000   | musiccanada.com     |
| Neuseeland (RMNZ)                                                                            | —          | —        | 6× Platin6   | 160.000   | radioscope.co.nz    |
| Spanien (Promusicae)                                                                         | —          | —        | Platin1      | 60.000    | elportaldemusica.es |
| Vereinigte Staaten (RIAA)                                                                    | —          | 2× Gold2 | —            | 1.000.000 | riaa.com            |
| Vereinigtes Königreich (BPI)                                                                 | 6× Silber6 | 3× Gold3 | 4× Platin4   | 3.320.000 | bpi.co.uk           |
| Insgesamt                                                                                    | 6× Silber6 | 7× Gold7 | 15× Platin15 |           |                     |